# Đảo Kunta Kinteh
Đảo Kunta Kinteh trước đây được gọi là đảo James và đảo St. Andrew là một hòn đảo trên sông Gambia, cách cửa sông 30 km (19 mi) gần Juffureh, Gambia. Trên hòn đảo có pháo đài James. Nó nằm cách Albreda ở bờ bắc của con sông gần 3,2 km (2 dặm).
Đây một di tích lịch sử quan trọng về việc buôn bán nô lệ ở Tây Phi và nó đã được UNESCO công nhận là Di sản thế giới. Di sản này ngoài pháo đài trên đảo James thì còn có các địa điểm liên quan bao gồm Albreda, Juffureh và pháo đài Bullen. Đảo Kunta Kinteh đang bị xói mòn nặng nề, và hiện có kích thước chỉ xấp xỉ 1/6 so với thời gian pháo đài hoạt động. Tàn tích của một số tòa nhà hành chính thời kỳ thuộc địa Anh (bao gồm một phòng giam duy nhất), một cầu cảng nhỏ và một số cây bao báp. Vì hòn đảo nằm ở vị trí thấp nên khi thủy triều lên và những cơn bão đôi khi làm sóng xô đập vào một số công trình còn sót lại.

## Lịch sử

### Lịch sử ban đầu
Ghi nhận đầu tiên về tương tác của người châu Âu với hòn đảo là vào tháng 5 năm 1456, khi một đoàn thám hiểm người Bồ Đào Nha do các nhà thám hiểm người Ý Alvise Cadamosto và Antoniotto Usodimare dẫn đầu neo đậu ngoài khơi hòn đảo. Họ đã chôn cất một trong những thủy thủ đoàn của họ tên là Andrew trên đảo, và đặt cho nó cái tên châu Âu đầu tiên, đảo St. Andrew. Diogo Gomes cũng neo đậu ngoài khơi đảo St Andrew trong chuyến thám hiểm của mình vào năm 1458. Một khu định cư của người Bồ Đào Nha tên là San Domingo được xây dựng trên bờ phía bắc của sông Gambia, đối diện với đảo St Andrew, vào thế kỷ 15.

### Thời kỳ Courland
Những người châu Âu đầu tiên định cư trên đảo đến từ công quốc Courland và Semigallia, một quốc gia chư hầu của khối Thịnh vượng chung Ba Lan-Litva, những người cũng có các tài sản thuộc địa khác trong khu vực, mặc dù Hoàng gia Anh đã trao đảo cho hai công ty riêng biệt vào năm 1588 và 1618. Năm 1651, những người định cư đã xây dựng một pháo đài đặt tên là pháo đài Jacob theo tên của Jacob Kettler công tước xứ Courland và sử dụng nó như một cơ sở thương mại. Thiếu tá Fock, một người lính Courland, được giao phụ trách khu định cư đầu tiên và giám sát việc xây dựng các công sự trên đảo St Andrew, được xây dựng theo các quy tắc kỹ thuật quân sự đương thời. Tòa nhà chính có hình chữ nhật, được xây ở góc của một pháo đài, mỗi pháo đài đều có hình tam giác. Tuy nhiên, pháo đài không có nguồn cung cấp nước, và buộc phải dựa vào thiện chí từ vua của Barra để có thể tiếp tục hoạt động.